# آمال كربول
آمال كربول (25 أبريل 1973 -) ولدت في تونس، متزوجة وأم لبنتين وهي مهندسة تونسية، شغلت منصب وزيرة السياحة التونسية في حكومة المهدي جمعة. وهي أول امرأة تتقلد هذا المنصب في تونس.

## التكوين الأكاديمي
تحصلت كربول في أكتوبر 1996، على الماجستير في الهندسة الميكانيكية من معهد كارلسروه للتكنولوجيا بألمانيا وتعد منذ 2011، الدكتوراه في التدريب والإرشاد في جامعة أكسفورد بيربيك، كما أنّها حاصلة على شهادة مدرب درجة CCL360 من مركز القيادة الإبداعية بغرينسبورو بالولايات المتحدة وشهادة التدريب وإصدار الشهادات النظامية من معهد IFW، ميونخ، ألمانيا وشهادة التدريب والتأهيل من مركز قوة التعلم بدولة السويد

## الخبرة المهنية
تتقلّد آمال كربول منذ يونيو 2013 منصب سفيرة المصلحة العامة لدى مؤسسة "بي أم دبليو ستيفتونغ هربرت كوندت" ببرلين ولندن. BMW Stiftung Herbert Quandt، كما أنها مؤسسة والرئيس التنفيذي لشركة Change, Leadership & Partners بتونس، كولونيا ولندن ومستشار دولي وخبير في مجالات عدة مثل ترقية القيادة وتنفيذ استراتيجيات من أجل التغيير وتصميم السياسات المبتكرة والاستفادة المثلى من العمل الجماعي كما عملت في السابق مع وكالات وشركات متعددة الجنسيات في العديد من البلدان، ومنذ يونيو 2006 وآمال كربول عضو في شبكة الشركات العالمية DUKE للتعلم من الموارد في الولايات المتحدة والمملكة المتحدة كما شغلت خطّة المدرب التنفيذي في الولايات المتحدة، الهند والمملكة المتحدة وجنوب أفريقيا، وشغلت كربول منصب مديرة مجموعة Neuwalddegg للاستشارات" و " مجموعة بحوث Neuwaldegg " في فيينا بالنمسا وعملت في 2001 مستشار في إستراتيجية مجموعة بوسطن الاستشارية في ألمانيا، وفي نوفمبر 1996 التحقت بإدارة الابتكار والخدمات في مجال العلاقات العامة لسيارات مرسيدس بنز في جنوب أفريقيا وألمانيا كما كلّفت بمهمة لصالح "جامعة الشركات دايملر كرايسلر" Daimler Chrysler Corporate University على نقل التكنولوجيات والتحول من قيادة الأعمال (الولايات المتحدة وسنغافورة وألمانيا

## البحوث
- عام 2007: أستاذ زائر في كلية ZFU سويسرا
- منذ عام 2004 : أستاذ زائر في «عالم المدارس التجارية الرائدة»، دوك التعليم الشركات، مدرسة ZfU الأعمال، إدارة ZENTRUM ويتن، جامعة فرانكفورت، MCI
- عضو في جمعية الإدارة الإستراتيجية، ICF (مدرب الاتحاد الدولي) و TWG (شبكة البحوث التونسية)
- منذ عام 2002 : منشورات على التدريب والقيادة والابتكار
- يناير 2000 إلى سبتمبر 2001 : جامعة جنوب كاليفورنيا (الشبكات الافتراضية مشروع بحث)

## الحياة الشخصية
متزوجة من رجل ألماني ولهما بنتان.

## وصلات خارجية
- السيرة الذاتية لوزيرة السياحة آمال كربول-أرابسك تونس
- تقرير عن آمال كربول في دويتشه فيله بالعربية